# Will Rodríguez
Will Rodríguez (Mérida, Yucatán, 1970) es un escritor mexicano. Licenciado en Comunicación, entre 1997 y 1998 fue becario del Fondo Estatal para la Cultura y las Artes. 
Asistió como alumno a distintos talleres literarios, entre otros a los del cuentista Guillermo Samperio. La lectura de los cuentos de Juan Rulfo y Gabriel García Márquez influyó mucho en su literatura personal.
Ha manifestado públicamente su homosexualidad y ha escrito relatos sobre temas LGBT. El año 2007 publicó Pulpo en su tinta y otras formas de morir, un libro de cuentos donde la muerte está muy presente y también la vivencia homosexual. Según el autor,

Los temas gays son algo de los que no podemos prescindir porque están a la vista de todos, es algo tan natural como el nacimiento, la vida o la muerte. La sexualidad es parte de nuestra cotidianeidad.

Ha publicado en revistas de México y España, como Calamar, revista de creación.
Sus cuentos han sido seleccionados en distintas antologías, como Nuevas voces de la narrativa mexicana (Joaquín Mortiz/Planeta, 2003), Novísimos cuentos de la República mexicana (Tierra Adentro, 2004) o La otredad (ICY/CYE/CAIYAC, 2006).
En 2015 publicó el Gran libro de la cocina yucateca, una investigación sobre el origen, evolución y características de la gastronomía del Yucatán.

## Obra

### Literatura
- Catarsis de mar (La tinta del alcatraz,1997)
- Sueños de agua (Letras de Pasto Verde, 1998)
- Supervivencia del insecto (Tintanueva, 2000)
- La línea perfecta del horizonte (Tierra Adentro, 2000 y 2005),
- Pulpo en su tinta y otras formas de morir (Ficticia, 2007)
- Felis Bernandesii Panthera Onca (Aullido Libros, 2008)

### Historia
- Gran libro de la cocina yucateca (Dante, 2015)